# Ozero Bredno
Ozero Bredno (ryska: Озеро Бредно) är en sjö i Belarus.   Den ligger i voblasten Vitsebsks voblast, i den norra delen av landet, 240 km norr om huvudstaden Minsk. Ozero Bredno ligger 130 meter över havet. Arean är 0,25 kvadratkilometer. Den ligger vid sjön Vozera Belaje. Den sträcker sig 0,6 kilometer i nord-sydlig riktning, och 0,6 kilometer i öst-västlig riktning.
I omgivningarna runt Ozero Bredno växer i huvudsak blandskog. Runt Ozero Bredno är det mycket glesbefolkat, med 7 invånare per kvadratkilometer.